# Necessary Roughness (film)
Necessary Roughness is een Amerikaanse komische sportfilm uit 1991 onder regie van Stan Dragoti, met in de hoofdrollen Scott Bakula, Héctor Elizondo, Robert Loggia en Harley Jane Kozak.

## Verhaal
The Fighting Armadillos van de Texas State University was ooit een van de meest succesvolle teams in het college football. Na een schandaal werden jaren van overwinningen van het team geschrapt en werden de trainers ontslagen en de spelers van de universiteit gestuurd.
Ed Gennero, de nieuwe hoofdtrainer, moet noodgedwongen van nul af een nieuw team samenstellen. Hij wordt daarin tegengewerkt door decaan Phillip Elias, die wil dat het team faalt zodat hij het kan schrappen en de subsidies in eigen zak kan steken.
Uiteindelijk eindigt Gennero met een team van slechts 17 spelers, die op alle vlakken tekortschieten. Wie er wel iets van terecht brengen zijn Charlie Banks, de enige overgebleven speler die niet betrokken was bij het schandaal, en de 34-jarige Paul Blake, die uitblonk als footballspeler in de middelbare school maar door omstandigheden nooit eerder aan een universiteit studeerde. Door zijn leeftijd is Blake een opvallende verschijning op de campus, ook bij Dr. Suzanne Carter en de twee beginnen een relatie, zeer tegen de zin van decaan Elias die ook een oogje heeft op Suzanne.
Naarmate het seizoen vordert worden de Armadillos beter en beter en in hun laatste wedstrijd staan ze tegenover de Texas Colts, het nummer één-team in de competitie. Aanvankelijk verloopt de wedstrijd dramatisch voor de Armadillos, maar uiteindelijk kunnen ze het tij keren en winnen.

## Rolverdeling
| Acteur            | Personage                           |
| ----------------- | ----------------------------------- |
| Scott Bakula      | Paul Blake                          |
| Héctor Elizondo   | Coach Ed Gennero                    |
| Robert Loggia     | Coach Wally Riggendorf              |
| Harley Jane Kozak | Dr. Suzanne Carter                  |
| Larry Miller      | Dean Phillip Elias                  |
| Sinbad            | Andre Krimm                         |
| Fred Thompson     | University President Carver Purcell |
| Rob Schneider     | Chuck Neiderman                     |
| Jason Bateman     | Jarvis Edison                       |
| Andrew Bryniarski | Wyatt Beaudry                       |
| Duane Davis       | Featherstone                        |
| Michael Dolan     | Eric "Samurai" Hansen               |
| Marcus Giamatti   | Sargie "Fumblina" Wilkinson         |
| Kathy Ireland     | Lucy Draper                         |
| Andrew Lauer      | Charlie Banks                       |
| Louis Mandylor    | McKenzie                            |
| Peter Tuiasosopo  | Laikai "The Slender" Manumana       |

## Release en ontvangst
De film werd uitgebracht door Paramount Pictures in september 1991 en bracht meer dan 26 miljoen dollar op aan de kassa.
De film behaalde een score van 35% (31 beoordelingen) op Rotten Tomatoes. Op Metacritic kreeg de film een score van 45 op 100 (23 beoordelingen), wat duidt op "gemengde of gemiddelde recensies". Filmcritici waren gematigd positief en vonden het een pretentieloze, zij het ietwat voorspelbare sportfilm.

## Trivia
- De "Texas State University" in de film was destijds een fictieve universiteit. Enkele jaren na het uitkomen van de film veranderde de Southwest Texas State University haar naam in Texas State University.